# Antonia Bernasconi
Pour les articles homonymes, voir Bernasconi (homonymie).
Répertoire
Aspasie dans Mitridate, re di Ponto
Antonia Bernasconi née Antonia Wagele (Stuttgart, vers 1741 - Vienne, vers 1803) est une soprano allemande.

## Biographie
Elle était la fille de Maria Josepha Wagele et d'un valet du duc de Wurtemberg. Après la mort de son père, sa mère a épousé le compositeur Andrea Bernasconi, par qui Antonia a été adoptée et dont elle a pris le nom. Elle a fait ses débuts en tant que chanteuse d'opéra le 21 janvier 1762 à Munich en chantant le rôle d'Aspasia dans Temistocle d'Andrea Bernasconi. Elle a été plus tard à Vienne, où, dans la période 1765-1766, elle a participé aux créations d'opéras comiques de Niccolò Piccinni et d'Antonio Sacchini et en 1767, elle a obtenu un large succès en chantant dans Alceste de Christoph Willibald Gluck. De plus, elle a créé le rôle d'Aspasie dans Mitridate, re di Ponto de Wolfgang Amadeus Mozart. Entre 1771 et 1772, elle a chanté à Cesena, Milan et au Teatro San Benedetto à Venise. De 1772 à 1775, elle a chanté au Teatro San Carlo à Naples. En novembre 1778, elle est entrée dans une compagnie d'opéra italienne et, jusqu'en mai 1780, elle s'est produite au King's Theatre à Londres. À l'été 1781, à la demande de Gluck, elle est retournée à Vienne pour participer à quelques-unes des créations d'œuvres de ce dernier, y compris la version allemande d'Iphigénie en Tauride. En 1783, elle a été engagée pour quelques mois par une compagnie d'opéra comique et en 1786, elle a chanté à Plaisance et Lucques.
Elle a été membre de la franc-maçonnerie, dans la loge maçonnique Saint Jean du secret et de la Parfaite Amitié, fondée en 1774 par Giuseppe Medici, prince d'Ottajano.